# 愛德華·齊肯多夫
愛德華·齊肯多夫（荷蘭語：Edouard Zeckendorf，1901年5月2日—1983年5月16日），比利時醫生、業餘初等數論家。
齊肯多夫的數學論文多在Bulletin de la Société Royale des Sciences de Liège發表。最著名的成果是齊肯多夫定理。
齊肯多夫於列日市出生，是一名荷蘭牙醫之子。1925年在列日大學醫學系畢業，加入比利時軍隊。1940年德國入侵比利時，齊肯多夫成為階下囚，直到1945年才釋放，期間其第一仕妻子逝世。1949年和1950年，他在印度工作。1959年再婚。1957年齊肯多夫退休。